# Johann Balthasar Neumann
Johann Balthasar Neumann (Eger, 1687. január 27. – Würzburg, 1753. augusztus 19.) német építész.

## Élete, munkássága
Beutazta Német-, Olasz-, Franciaországot és Németalföldet, és aztán a barokk és rokokó stílusú épületeket emelt. 1729-ben alezredes, 1744-ben ezredes lett a frank kerületi tüzérségben. Sokat épített a Schönborn grófok számára; így a würzburgi hercegpüspök palotáját (1720–44), a német barokk egyik legszebb alkotását és a Schönborn kápolnát a dómban. Az ő munkája a nagy búcsújáró templom, az oberzelli vár (azelőtt kolostor), a mergentheimi templom, s számos nagyobb kastély és épület Alsó-Ausztriában, Frankóniában és a rajnai tartományokban. Művészetét és irányát egy egész iskola fejlesztette tovább.

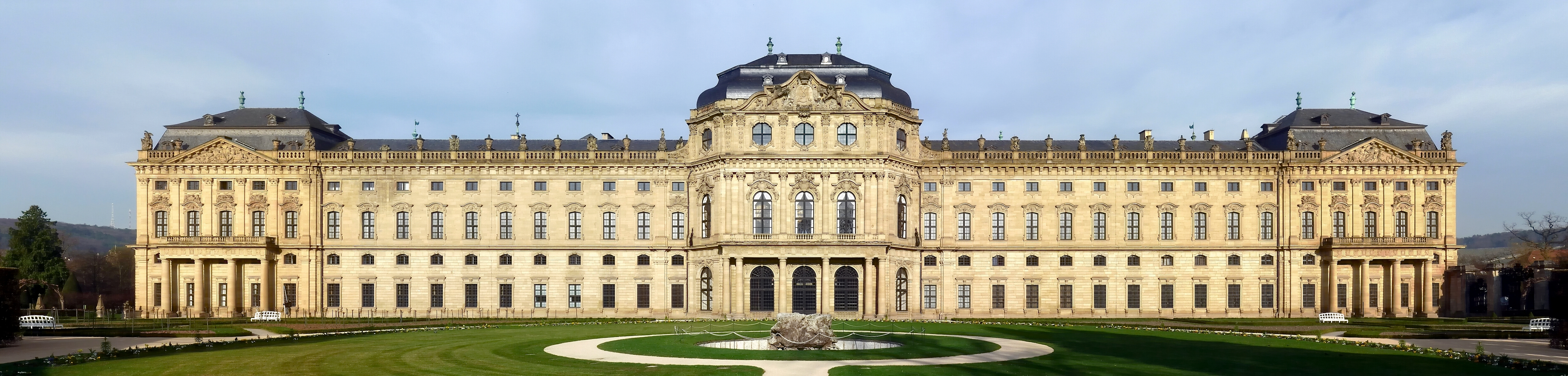
A würzburgi püspöki palota, épült 1720-tól 1744-ig Johann Balthasar Neumann tervei alapján